# Фіра Людмила Степанівна
Людмила Степанівна Фіра (нар. 14 травня 1954, смт. Олика Ківерцівського району Волинської області, Україна) — українська вчена у галузі медичної біохімії і фармації, доктор біологічних наук (2004), професор (2005), завідувач кафедри фармації факультету післядипломної освіти Тернопільського національного медичного університету імені І. Я. Горбачевського.

## Життєпис
Народилася у смт. Олика Волинської області у сім'ї службовців.
У 1971 році закінчила Тернопільську середню школу № 6.
У 1976 році закінчила Львівський державний університет імені Івана Франка, біологічний факультет за спеціальністю «біохімія». З 1976 по 1978 працювала у Львівському державному медичному інституті .
З 1978 року по теперішній час працює у Тернопільському національному медичному університеті імені І.Я. Горбачевського.
У 2006 році закінчила Національний фармацевтичний університет за спеціальністю «загальна фармація».
Завідувач кафедри фармації факультету післядипломної освіти ТНМУ .

## Наукова діяльність
Під керівництвом Фіри Л.С. підготовлено 11 кандидатів наук та 1 доктор наук, виконується 4 кандидатські дисертації та 1 докторська.
Автор і співавтор близько 300 науково-методичних праць, 2 навчальних посібників, 1 монографії, 7 патентів України на корисну модель, 4 інформаційних листів.
Голова спеціалізованої вченої ради К 58.601.04 із захисту дисертаційних робіт з біохімії (біологічні та медичні науки), член редакційних колегій 3-ьох вітчизняних наукових журналів.
Наукові інтереси: дослідження порушень метаболізму в організмі тварин за умов ураження печінки та міокарду хімічними, фізичними та біологічними токсикантами, пошук нових засобів рослинного походження з антиоксидантними, протизапальними, гепато- та кардіопротекторними властивостями та фармакокорекція токсичних уражень печінки та кардіопатій ішемічного генезу. Механізми розвитку індукованого канцерогенезу та пошук ефективних засобів цитостатичної терапії та засобів для усунення їх побічної дії.

### Окремі праці
- Olha Rytsyk1, Yurii Soroka2, Iryna Shepet3, Zoriana Vivchar4, Iryna Andriichuk3, Petro Lykhatskyi1, Liudmyla Fira5, Zoia Nebesna6, Solomiia Kramar6, and Nataliya Lisnychuk3.   Experimental Evaluation of the Effectiveness of Resveratrol as an Antioxidant in Colon Cancer Prevention / Natural Product Communication. 2020. Volume 15(6): 1–10.
- Nykyforuk A, Fira L, Lykhatskyi P, Pyda V. Experimental research of garden spinach extract as a potential anabolic medicinal product // Pharmacia. 2020. – 67(4). – P. 277-282.